# 김익겸
김익겸(金益兼, 1614년 12월 21일~1637년 2월 16일)은 성균관(成均館)의 강독관(講讀官)을 지낸, 조선 인조 시대의 문신(文臣)이다. 본관(本貫)은 광산(光山)이고, 자(字)는 여남(汝南)이며, 시호(諡號)는 충렬(忠烈)·충정(忠正)이다.
그는 조선 시대의 문신(文臣) 겸 관료 출신이자, 정치 사회 운동가(政治 社會 運動家)였던 이였고, 부원군(府院君)으로 추증된 자이기도 하다.
인조(이종)의 먼 사돈댁 촌수뻘이기도 한 그는, 김만기(金萬基, 1633년 1월 23일~1687년 3월 15일, 장남.)와 김만중(金萬重, 1637년 3월 6일~1692년 6월 14일, 차남이자 유복자.)의 아버지이기도 한데, 첫째 아들 서석 김만기(瑞石 金萬基)의 딸인, 손녀 인경왕후(仁敬王后)는 숙종(肅宗)의 정비(正妃)이기도 하다.

## 생애

### 출생과 과거 급제
여남 김익겸(汝南 金益兼)은 1614년 12월 21일(음력 11월 21일)에, 전직 강원도 철원부사를 지냈던 친할아버지 사계 김장생(沙溪 金長生, 1548년 7월 8일~1631년 8월 3일)의 친적손자(親嫡孫子)이자, 형조좌랑을 지낸 아버지 김반(金槃, 1580년~1640년)의 셋째아들(三男)로 충청도 연산현에서 출생하였고, 성균관 유생 출신으로, 박선(朴璿)과 유평(柳玶)을 사사하였으며, 1635년 생원시에 장원 급제로써 입격하였고, 이어 같은 해 1635년 진사시에 3등 합격하였다. 이후 학행 문음(음서)으로써 천거되면서 1635년 11월 15일에서부터 1636년 12월 29일까지 성균관(成均館)에서 강독관(講讀官)을 지냈다.

### 병자호란
1636년 후금 태종 숭덕제(後金 太宗 崇德帝)가 국호를 후금(後金)에서 청(淸)으로 개칭하자 이를 경하하기 위해 청나라에 특파된 사신 이확(李廓)이 양국 교화(조선과 청나라의 정식 외교적인 화의)를 위하여 청나라 사신 용골대(龍骨大)와 함께 귀국하자, 장차 조선이 명(明)과 청(淸)을 모두 견제하려면 차라리 먼저 조직적으로 명나라와의 비판적 의리 관계를 유지해야 하는데, 그토록 명과의 비판적 동맹 관계를 유지하기 위해라도 조선이 청나라를 인정해 준 것은 너무도 명명백백(明明白白)한 잘못이며 오랑캐들의 조정에 가서 축하를 함으로써 조선의 국위와 국격을 훼손한 이확과 청나라 사신 용골대를 모두 죄인으로서 그리고 국제 정치 외교 품격의 훼손으로써 주살해야 한다는 내용의 상소를 제자들인 성균관 유생들과 함께 공동으로 올렸으나 결국 용골대에게는 끝내 처벌이 내려지지 않았고 이확은 유배형에 처해짐으로써 일단락되었다.
이어 그 해 겨울(1636년 12월 28일)에는 병자호란(丙子胡亂)이 일어나고 청나라 군사들로부터 남한산성(南漢山城)이 포위되자, 그 다음날인 1636년 12월 29일 성균관 강독관을 사직한 그는 강독관 사퇴를 한 다음날이 되는 1636년 12월 30일 강화도(江華島)로 가서 의병(義兵)을 거병하고, 1636년 12월 31일 그때부터 두 달 남짓 강화산성(江華山城)을 사수하다가, 결국 두 달 지나니 결국 1637년 2월 16일 끝끝내 강화산성이 청나라 군사들로부터 함락(정축하성 유발 직전의 강화산성 함락)되기 직전에 남문(南門)으로 올라가 분신 자결 순국하였으니 그의 나이 24세였다. 그의 어머니 서씨(徐氏) 또한 1637년 2월 22일 음독(飮毒)으로써 자결(自決)하여 정려(旌閭)가 세워졌다.

### 분신 자결 순국

#### 청군에 항거하다가 같이 함께 순국한 동지들
그가 자결 순국(분신 자살)한 당일(1637년 2월 16일)에는 또한 강화도에 같이 함께 남아 있던, 77세 노구(老軀)의 강화유도대장(江華留都大將)이었던, 왕고모부뻘 김상용(金尙容, 김익겸의 대고모(친조부 사계 김장생의 누이동생)를 측실로 삼은 대고모부뻘.)과, 31세 청년이자 동료였던 별좌 권순장(權順長), 사강원 예하 필선 등을 지낸 62세 진갑을 두어달 남짓 앞둔 관료 출신의 윤전(尹烇) 등 또한 강화산성에서 청나라 군사에 결사 항거하다가 화약고를 갖다 놓고 동석에서 같이 불을 질러 함께 동반하여 분신 자결했으니 당시 분신 순국 사망자는 30여 명이었다.

#### 증직과 추모
그가 절박하기 짝없는 우국충정으로써 순절하자 충청도 회덕군 구즉면 전민리(지금의 대전광역시 유성구 전민동)에 매장되고 이후 그의 일가 묘역이 일대에 조성된다. 바로 증(贈) 사헌부 지평(司憲府 持平)에 증직(추증)되고, 1662년(현종 3) 묘비가 세워졌으며, 묘비문은 친구 우암 송시열(宋時烈)이 짓고 썼다. 1661년(현종 2년) 4월 27일 강화 충렬사에 제향되었다. 후일 그의 묘 아래에 아버지 사일 김반의 묘가 조성되었다.
후일 다시 증 대광보국숭록대부 의정부 영의정 광원부원군(光源府院君)에 가증(추가 증직)되었다. 시호는 충정(忠正)이다.

## 직계 가족 관계
- 부인: 해평 윤씨(海平 尹氏, 1617년 9월 25일~1689년 12월 22일) - 오음 윤두수(梧陰 尹斗壽)의 4대손, 선조의 서녀 정혜옹주의 손녀
  - 장남(첫째 아들): 김만기
    - 손녀: 인경왕후 김씨 - 숙종의 정비

  - 차남(막내 아들): 김만중

### 후손
그가 1633년 1월 23일 20세 때에 출생한, 그의 첫째 아들 서석 김만기(瑞石 金萬基)는 숙종(肅宗)의 정비(正妃)인 인경왕후(仁敬王后)의 아버지이고, 그가 1637년 2월 16일에 강화도(江華島)에서 만23세로 분신 자결 순국한 그 다음달인 1637년 3월 6일 당시에 유복자로 출생한, 그의 막내 아들 서포 김만중(西浦 金萬重)은 《구운몽(九雲夢)》과 《사씨남정기(謝氏南征記)》라는 작품으로도 유명한 소설가(小說家)이자 문신(文臣)이다.

## 묘소
- 김반·김익겸의 묘 - 대전광역시의 문화재자료 제7호